# Cyathocidaris
Genre
Cyathocidaris est un genre éteint d'oursins de la famille des Cidaridae.

## Liste d'espèces
Selon BioLib (7 décembre 2020) :
- † Cyathocidaris crateriformis (Gömbel)
- † Cyathocidaris cyathifera (Agassiz, 1840) - Santonien, France
- † Cyathocidaris erebus (Lambert, 1910) - Maastrichtien-Palaeoceène, Seymour, Antarctique.
- † Cyathocidaris nordenskioldi (Lambert, 1910) - Maastrichtien-Palaeoceène, Seymour, Antarctique.
- † Cyathocidaris septemtrionalis Schmitz, 1970

Auxquelles, le WoRMS ajoute :
- † Cyathocidaris avenionensis (Desmoulins, 1837)